# Stanislav Ljubsjin
Stanislav Ljubsjin (russisk: Михайлович) (født 6. april 1933 i Vladykino i Sovjetunionen) er en sovjetisk filminstruktør og skuespiller.

## Filmografi
- Pozovi menja v dal svetluju (Позови меня в даль светлую, 1977)[2][3]